# Impatiens appendiculata
Impatiens appendiculata är en balsaminväxtart som beskrevs av George Arnott Walker Arnott. Impatiens appendiculata ingår i släktet balsaminer, och familjen balsaminväxter. Inga underarter finns listade i Catalogue of Life.